# Градостроителен симулатор
Градостроителен симулатор е жанр видеоигри, в които играчът действа като проектант и кмет, отговорен за изграждането, управлението и развитието на града. Игри от този тип съчетават елементи на икономически игри, стратегически игри и симулация.